# Johan av Brandenburg-Küstrin

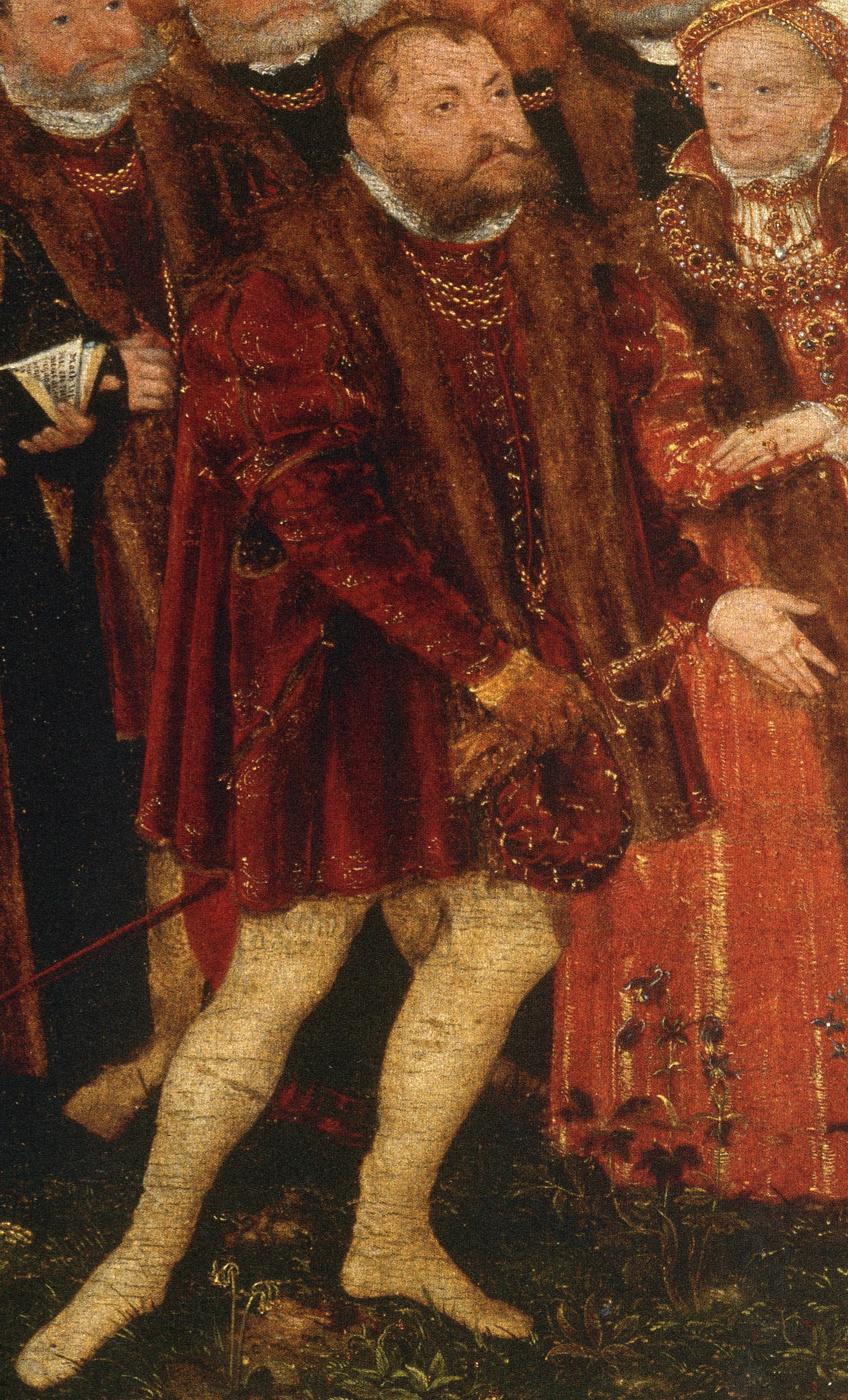
Johan av Brandenburg-Küstrin, detalj av oljemålningen Kristi dop av Lucas Cranach den yngre (1556).

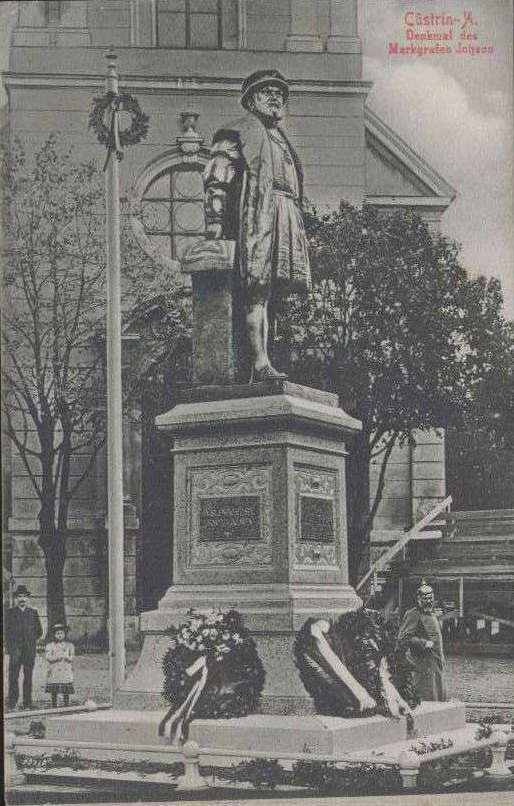
Vykort från Küstrin (dagens Kostrzyn nad Odrą) 1915, föreställande monumentet över Johan framför Küstrins slott. Statyn och hela Küstrins gamla stadskärna med slottet förstördes i andra världskriget 1945. Idag återstår endast sockeln av statyn, i ruinerna av stadskärnan.

Johan av Brandenburg-Küstrin, även kallad Hans av Küstrin eller Johan den vise (tyska: Johann von Brandenburg-Küstrin eller Hans von Küstrin), född 3 augusti 1513, död 13 januari 1571, var medlem av huset Hohenzollern och regerande markgreve av Brandenburg-Küstrin från 1535 till sin död.

## Biografi
Johan var yngste son till kurfursten Joakim I av Brandenburg och Elisabet av Danmark. Fadern hade vid sin död 11 juli 1535 testamenterat att kurfurstendömet Brandenburg skulle delas mellan den äldre sonen Joakim II och den yngre sonen Johan. Joakim erhöll kurfurstetiteln och den större västra delen med Berlin-Cölln som huvudstad, medan Johan fick Neumark med Dramburg (Drawsko Pomorskie), Schivelbein (Świdwin), Sternberg (Torzym), Crossen an der Oder (Krosno Odrzańskie), Züllichau (Sulechów) och Sommerfeld (Lubsko) samt Cottbus och Peitz. Tillsammans bildade dessa markgrevskapet Brandenburg-Küstrin, med Küstrin (Kostrzyn nad Odrą) som residensstad; 1548 flyttades Neumarks administration till Küstrin från Soldin.
Johan var till skillnad från sin bror religiöst orienterad och ekonomiskt sinnad. Han införde reformationen i sitt markgrevskap vid tillträdet. 1538 gick han med i Schmalkaldiska förbundet men tvingades genom sin släkts politiska band att i det Schmalkaldiska kriget ändå gå med på kejsaren Karl V:s sida. Från kejsaren erhöll han en försäkran om religionsfrihet i Neumark. 
På riksdagen i Augsburg 1548, då Augsburgska interim beslutades, råkade han i onåd hos kejsaren då han vägrade delta i Corpus Christi-processionen. Han underlät också att kungöra interimsbeslutet i Brandenburg-Küstrin. Senare erbjöds han 1551 gå med i den grupp omkring Moritz av Sachsen som öppet motarbetade Augsburgska interim, men avböjde på grund av en personlig konflikt med Moritz. Han avböjde även en allians med hertigen Albrekt av Preussen. 1552 undertecknade han Passaufördraget som en av de protestantiska furstarna i Tysk-romerska riket.
Johan avled den 13 januari 1577, endast tio dagar efter sin bror Joakim. Han efterlämnade en välfylld statskassa på en halv miljon gulden, att jämföra med broderns skulder på 2,5 miljoner gulden. Då Johan inte hade några söner ärvdes Brandenburg-Küstrin av Joakims son, den nyblivne kurfursten Johan Georg, som även var svärfar till Johans dotter Katarina. I och med detta kom Brandenburg-Küstrin att åter uppgå i kurfurstendömet Brandenburg.

## Gravplats i Küstrin
Johan begravdes i kryptan under det Hohenzollernska gravkoret i Mariakyrkan i Küstrin. 1758 förstördes kyrkan genom artilleribombardemang, och efter återuppbyggnaden föll kryptan i glömska. Den återupptäcktes 1880 och renoverades då. När kyrkan tillsammans med den gamla staden i Küstrin förstördes till grunden 1945, under Röda arméns erövring av staden, lämnades graven åt sitt öde och utsattes troligen för gravplundring. Vid en utgrävning 1999 påträffades locket till markgrevinnan Katarinas sarkofag, men Johans sarkofag är idag försvunnen.

## Familj
Johans föräldrar var kurfursten Joakim I av Brandenburg (1484–1535), av huset Hohenzollern, och prinsessan Elisabet av Danmark (1485–1555), av huset Oldenburg.
Han gifte sig 1537 med Katarina av Braunschweig-Wolfenbüttel (1518–1574), dotter till hertigen Henrik II av Braunschweig-Wolfenbüttel. Paret fick två döttrar, som båda gifte sig med släktingar från andra grenar av huset Hohenzollern:
1. Elisabet av Brandenburg-Küstrin (1540–1578), gift 1558 med markgreven Georg Fredrik av Brandenburg-Ansbach.
2. Katarina av Brandenburg-Küstrin (1549–1602), gift 1570 med kurfursten Joakim Fredrik av Brandenburg.